# سنقر خالدار
سنقر خالدار (نام علمی: Circus assimilis) که به نام باز دودی نیز شناخته می‌شود، یک پرنده شکاری بزرگ استرالیایی از تیرهٔ بازان (Accipitridae) است.
با توجه به گستره بسیار زیاد و جمعیت زیاد و پایدار آن، سنقر خالدار به عنوان گونهٔ کمترین نگرانی توسط اتحادیه بین‌المللی حفاظت از طبیعت معرفی شده است.

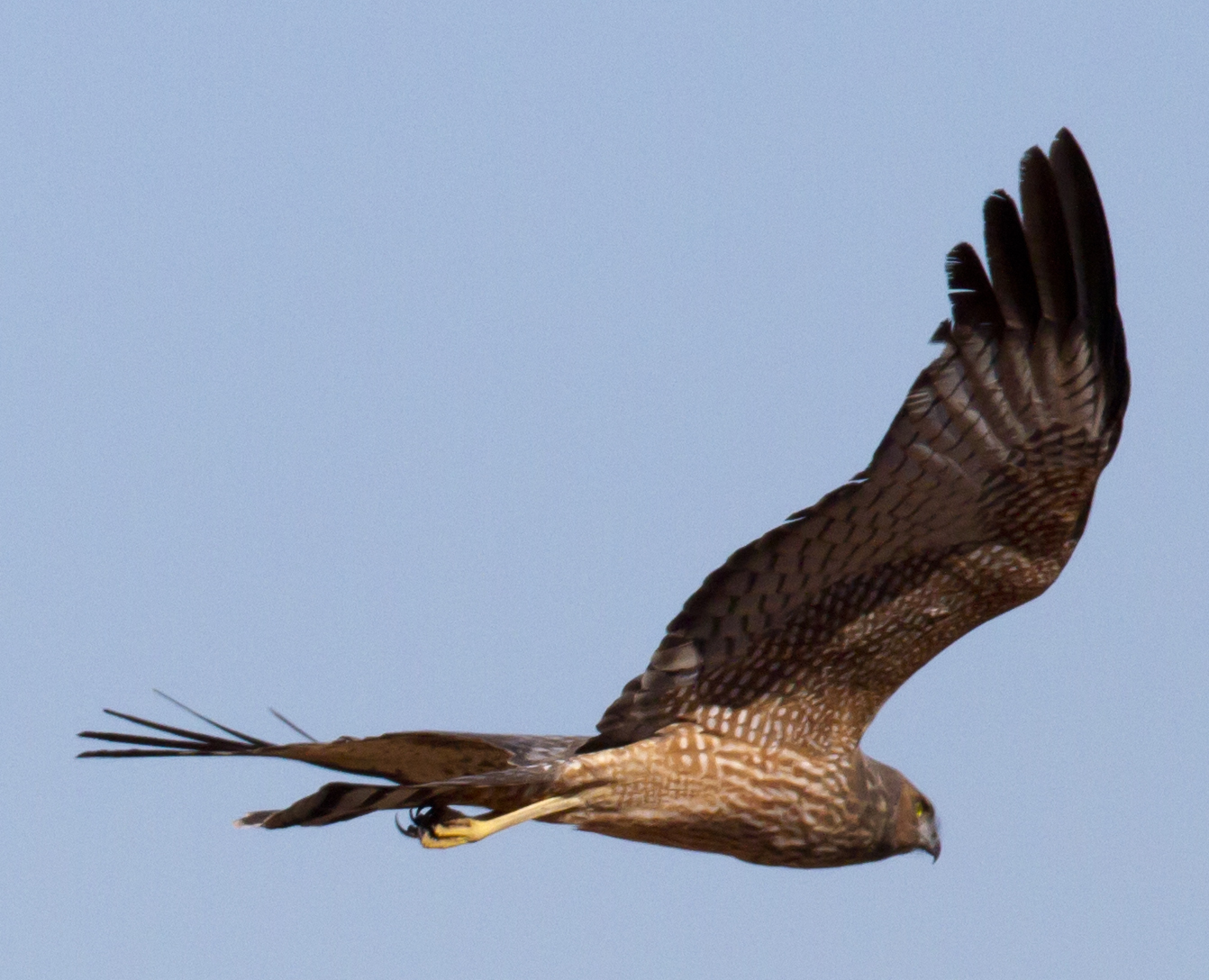
پرواز نیمه‌بالغ در پیلبارا، استرالیای غربی، استرالیا